# Harley-Davidson Modell 1
Das Modell 1 war das erste in Serie produzierte Motorrad des amerikanischen Herstellers Harley-Davidson. Der Kaufpreis betrug 200 US-Dollar. Der Käufer des allerersten Harley-Davidson-Motorrads war Henry A. Meyer, ein Freund der Davidsons.

## Vorgeschichte
William S. Harley und Arthur Davidson entwickelten 1903 den ersten Prototyp eines Motorrads. Der Motor war nach dem System De Dion-Bouton konstruiert, hatte einen Hubraum von 167 cm³ und leistete etwa 2 PS (1,5 kW). Da Harley und Davidson mit der Leistung nicht zufrieden waren, wurde 1904 der Hubraum auf 405 cm³ bei einer von Bohrung 76 mm und einem von Hub 89 mm vergrößert. Von diesem Vorserienmodell entstanden zwei Exemplare.

## Technik
1905 wurde das Modell 1 erstmals in Serie hergestellt. Der Motor erfuhr gegenüber dem Vorserienmodell eine Hubraumvergrößerung auf 440 cm³ (26,8 ci). Der Hub blieb gleich, der Zylinder wurde auf 79,4 mm aufgebohrt. Dieser Motor mit 6-Volt-Batteriezündung leistete bei einer Verdichtung von 4 : 1 mit dem selbst entwickelten 22-mm-Vergaser über 1 PS (735 W) mehr als die Vorserienmodelle. Wie damals üblich wurde nur das Auslassventil gesteuert, das Einlassventil war als Schnüffelventil ausgelegt. Das nur 84 kg schwere Motorrad rollte auf 28-Zoll-Reifen, der Radstand betrug 1295 mm. Der ungefederte Rahmen des Prototyps und der beiden Vorserienmodelle blieb gleich. Das Modell wurde nur in Schwarz mit rotem Schriftzug und goldenen Zierlinien ausgeliefert, die Davidsons Tante Janet Davidson von Hand malte. Zum Starten wurde das Motorrad über die Fahrradpedale angetreten, angehalten wurde durch Zündunterbrechung und Rücktrittbremse.